# Liste der Staatsoberhäupter 1913
Übersicht
◄◄ | ◄ | 1909 | 1910 | 1911 | 1912 | Liste der Staatsoberhäupter 1913 | 1914 | 1915 | 1916 | 1917 | ► | ►►

Weitere Ereignisse

## Afrika
- Angola (Portugiesische Kolonie)
  - Generalgouverneur: José Norton de Matos (1912–1915)

- Ägypten (1882–1914 nominell Bestandteil des osmanischen Reiches, de facto britisches Protektorat)
  - Staatsoberhaupt: Khedive Abbas II. (1892–1914)
    - Ministerpräsident Muhammad Said Pascha (1910–1914, 1919)

  - Britischer Generalkonsul: Herbert Kitchener, Viscount Kitchener of Khartoum (1911–1914)

- Äthiopien
  - Staats- und Regierungschef:
    - Kaiser Menelik II. (1898–12. Dezember 1913)
    - Kaiser Iyasu V. (12. Dezember 1913–1916) (1910–1911 Regent)

- Anglo-Ägyptischer Sudan
  - Generalgouverneur: Reginald Wingate (1899–1916)

- Belgisch-Kongo
  - Generalgouverneur: Félix Fuchs (1912–1916)

- Britisch-Ostafrika
  - Gouverneur: Henry Conway Belfield (1912–1917)

- Deutsch-Ostafrika
  - Gouverneur: Heinrich Schnee (1912–1918)

- Deutsch-Südwestafrika
  - Gouverneur: Theodor Seitz (1910–1915)

- Französisch-Äquatorialafrika
  - Generalgouverneur: Martial Merlin (1908–1917)

- Französisch-Nordafrika
  - Generalgouverneur: Charles Lutaud (1911–1918)

- Französisch-Westafrika
  - Generalgouverneur: William Ponty (1908–1915)

- Goldküste (Britische Kolonie)
  - Gouverneur Hugh Charles Clifford (1912–1919)

- Italienisch-Somaliland
  - Gouverneur: Giacomo De Martino (1910–1916)

- Kamerun (Deutsche Kolonie)
  - Gouverneur: Karl Ebermaier (1912–1916)

- Kyrenaika
  - Scheich: Ahmad asch-Scharif (1902–1918)
  - Italienischer Gouverneur: Ottavio Briccola (1911–1913)
  - Italienischer Gouverneur: Giovanni Battista Ameglio (1913–1918)

- Liberia
  - Staats- und Regierungschef: Präsident Daniel E. Howard (1912–1920)

- Madagaskar (Französische Kolonie)
  - Generalgouverneur: Albert Picquié (1910–1914)

- Marokko (Französisches Protektorat)
  - Sultan: Mulai Yusuf (1912–1927)
  - Französischer Generalresident: Hubert Lyautey (1912–1925)

- Mosambik (Portugiesische Kolonie)
  - Generalgouverneur: Alfredo Afonso Mendeses de Magalhães (1912–1913)
  - Generalgouverneur: Augusto Ferreira dos Santos (1913–1914)

- Nordnigeria (Britisches Protektorat)
  - Gouverneur: Frederick Lugard, 1. Baron Lugard (1912–1914)
  - Sokoto
    - Sultan: Muhammad Attahiru II. (1903–1915)

- Sansibar (Britisches Protektorat)
  - Sultan: Chalifa ibn Harub ibn Thuwaini (1911–1960)

- Südafrika
  - Staatsoberhaupt: König Georg V. (1910–1936)
    - Generalgouverneur: Herbert Gladstone, 1. Viscount Gladstone (1910–1914)

  - Regierungschef: Ministerpräsident Louis Botha (1910–1919) (1907–1910 Ministerpräsident von Transvaal)

- Südnigeria (Britisches Protektorat)
  - Gouverneur: Frederick Lugard, 1. Baron Lugard (1912–1914)

- Togo (Deutsche Kolonie)
  - Gouverneur Adolf Friedrich Herzog zu Mecklenburg (1912–1914)

- Tripolitanien (Italienische Kolonie)
  - Gouverneur: Ottavio Ragni (1912–1913)
  - Gouverneur: Vincenzo Garioni (1913–1914)

- Tunis (Französisches Protektorat)
  - Bey: Muhammad V an-Nasir (1906–1922)
  - Französischer Generalresident: Gabriel Alapetite (1907–1918)

## Amerika

### Nordamerika
- Kanada
  - Staatsoberhaupt: König Georg V. (1910–1936)
    - Generalgouverneur: Arthur, 1. Duke of Connaught and Strathearn (1911–1916)

  - Regierungschef: Premierminister Robert Borden (1911–1920)

- Mexiko
  - Staats- und Regierungschef:
    - Präsident Francisco Madero (1911–19. Februar 1913)
    - Präsident Pedro Lascuráin Paredes (19. Februar 1913)
    - Präsident Victoriano Huerta (19. Februar 1913–1914) (kommissarisch)

- Neufundland
  - Staatsoberhaupt: König Georg V. (1910–1934)
    - Gouverneur:
      - Ralph Champneys Williams (1909–Dezember 1913)
      - Walter Edward Davidson (Dezember 1913–1917)

  - Regierungschef: Premierminister Edward Morris (1909–1917)

- Vereinigte Staaten von Amerika
  - Staats- und Regierungschef:
    - Präsident William Howard Taft (1909–4. März 1913)
    - Präsident Woodrow Wilson (4. März 1913–1921)

### Mittelamerika
- Costa Rica
  - Staats- und Regierungschef: Präsident Ricardo Jiménez Oreamuno (1882–1885, 1910–1914, 1924–1928, 1932–1936)

- Dominikanische Republik
  - Staats- und Regierungschef:
    - Präsident Adolfo Alejandro Nouel (1912–13. April 1913) (kommissarisch)
    - Präsident José Bordas Valdez (14. April 1913–1914) (kommissarisch)

- El Salvador
  - Staats- und Regierungschef:
    - Präsident Manuel Enrique Araujo (1911–8. Februar 1913)
    - Präsident Carlos Meléndez (9. Februar 1913–1914, 1915–1918) (kommissarisch)

- Guatemala
  - Staats- und Regierungschef: Präsident Manuel José Estrada Cabrera (1898–1920)

- Haiti
  - Staats- und Regierungschef:
    - Präsident Tancrède Auguste (1912–3. Mai 1913)
    - Präsident Michel Oreste (12. Mai 1913–1914)

- Honduras
  - Staats- und Regierungschef:
    - Präsident Manuel Bonilla (1903–1907, 1912–21. März 1913)
    - Präsident Francisco Bertrand (1911–1912, 21. März 1913–1919)

- Kuba
  - Staats- und Regierungschef:
    - Präsident José Miguel Gómez (1909–20. Mai 1913)
    - Präsident Mario García Menocal (20. Mai 1913–1921)

- Nicaragua
  - Staats- und Regierungschef: Präsident Adolfo Díaz (1911–1917, 1926–1929)

- Panama
  - Staats- und Regierungschef: Präsident Belisario Porras Barahona (1912–1916, 1918–1920, 1920–1924)

### Südamerika
- Argentinien
  - Staats- und Regierungschef: Präsident Roque Sáenz Peña (1910–1914)

- Bolivien
  - Staats- und Regierungschef:
    - Präsident Eliodoro Villazón Montaño (1909–14. August 1913)
    - Präsident Ismael Montes (1904–1909, 14. August 1913–1917)

- Brasilien
  - Staats- und Regierungschef: Präsident Hermes Rodrigues da Fonseca (1910–1914)

- Chile
  - Staats- und Regierungschef: Präsident Ramón Barros Luco (1910–1915)

- Ecuador
  - Staats- und Regierungschef: Präsident Leonidas Plaza Gutiérrez (1901–1905, 1912–1916)

- Kolumbien
  - Staats- und Regierungschef: Präsident Carlos Eugenio Restrepo (1910–1914)

- Paraguay
  - Staats- und Regierungschef: Präsident Eduardo Schaerer (1912–1916)

- Peru
  - Staatsoberhaupt: Präsident Guillermo Billinghurst (1912–1914)
  - Regierungschef:
    - Ministerpräsident Enrique Varela Vidaurre (1912–24. Februar 1913, 1913–1914)
    - Ministerpräsident Federico Luna y Peralta (24. Februar 1913–17. Juni 1913)
    - Ministerpräsident Aurelio Sousa Matute (17. Juni 1913–27. Juli 1913, 1914)
    - Ministerpräsident Enrique Varela Vidaurre (1912–1913, 27. Juli 1913–1914)

- Uruguay
  - Staats- und Regierungschef: Präsident José Batlle y Ordóñez (1899, 1903–1907, 1911–1915)

- Venezuela
  - Staats- und Regierungschef: Präsident Juan Vicente Gómez (1909–1910, 1910–1914, 1922–1929, 1931–1935)

## Asien

### Ost-, Süd- und Südostasien
- Bhutan
  - Herrscher: König Ugyen Wangchuk (1907–1926)

- Brunei (Britisches Protektorat)
  - Sultan Muhammad Jamalul Alam II. (1906–1924)

- Britisch-Indien
  - Kaiser: Georg V. (1910–1936)
    - Vizekönig: Charles Hardinge (1910–1916)

  - Bahawalpur
    - Nawab Emir Sadiq Muhammed Khan IV. (1907–1947)

  - Baroda
    - Maharadscha Sayajirao Gaekwad III. (1875–1939)

  - Bhopal
    - Begum Sultan Kaikhusrau Jahan (1901–1926)

  - Bikaner
    - Maharadscha Ganga Singh (1887–1943)

  - Cooch Behar
    - Maharadscha Rajarajendra Narayan Bhup Bahadur (1911–1913)
    - Maharadscha Jitendra Narayan Bhup Bahadur (1913–1922)

  - Gwalior
    - Maharadscha Madho Rao Scindia (1886–1925)

  - Hyderabad
    - Nizam Asaf Jah VII. (1911–1950)
      - Diwan Salar Jung III. (1912–1914)
      - Britischer Resident Alexander Fleetwood Pinhey (1911–1916)

  - Indore
    - Maharadscha Tukojirao Holkar III. (1911–1926)

  - Jaipur
    - Maharadscha Sawai Shri Sir Madho Singh II. (1880–1922)

  - Jammu und Kaschmir
    - Maharadscha Pratap Singh (1885–1925)

  - Kolhapur
    - Maharadscha Shahaji II. (1884–1922)

  - Marwar
    - Maharadscha Sumer Singh (1911–1918)

  - Mewar
    - Maharadscha Fateh Singh (1884–1930)

  - Mysore
    - Maharadscha Krishnaraja Wadiyar IV. (1884–1940)

  - Sikkim
    - Chogyal Thutob Namgyal (1874–1914)

  - Travancore
    - Maharadscha Moolam Thirunal (1885–1924)

- China
  - Staatsoberhaupt: Präsident Yuan Shikai (1912–1916)
  - Regierungschef:
    - Kabinettspräsident Zhao Bingjun (1912–1. Mai 1913)
    - (amtierend) Duan Qirui (1. Mai–31. Juli 1913)
    - Kabinettspräsident Xiong Xiling (31. Juli 1913–1914)

- Französisch-Indochina 
  - Generalgouverneur Albert Sarraut (1912–1919)
  - Annam
    - Kaiser: Duy Tân (1907–1916)

  - Kambodscha
    - König: Sisowath I. (1904–1927)

  - Luang Phrabang
    - König: Sisavang Vong (1904–1959)

- Japan
  - Staatsoberhaupt: Kaiser Yoshihito (1912–1926)
  - Regierungschef:
    - Premierminister Katsura Tarō (1912–20. Februar 1913)
    - Premierminister Yamamoto Gonnohyōe (20. Februar 1913–1914)

- Malaysia (Britisches Protektorat)
  - Straits Settlements
    - Gouverneur:  Arthur Young (1911–1920)

  - Föderierte Malaiische Staaten
    - Negeri Sembilan
      - Yamtuan Besar: Tuanku Muhammad Shah ibni Almarhum Tuanku Antah (1888–1933)

    - Pahang
      - Sultan: Mahmud Shah (1909–1917)

    - Perak
      - Sultan: Idris Shah I. (1887–1916)

    - Selangor
      - Sultan: Alaeddin Sulaiman Shah (1896–1937)

  - Unföderierte Malaiische Staaten
    - Johor
      - Sultan: Ibrahim (1895–1959)

    - Kedah
      - Sultan: Abdul Hamid Halim Shah (1881–1943)

    - Kelantan
      - Sultan: Muhammad IV. (1900–1920)

    - Perlis
      - Sultan: Abdul Hamid Halim Shah (1881–1943)

    - Terengganu
      - Sultan: Zainal Abidin III. (1881–1918)

- Nepal
  - Staatsoberhaupt: König Tribhuvan (1911–1955)
  - Regierungschef: Ministerpräsident Chandra Shamsher Jang Bahadur Rana (1901–1929)

- Niederländisch-Indien
  - Generalgouverneur Alexander Willem Frederik Idenburg (1909–1916)
  - Surakarta
    - Susuhunan Pakubuwono X. (1893–1939)

  - Yogyakarta
    - Sultan Hamengkubuwono VII. (1877–1921)

- Sarawak  (Britisches Protektorat)
  - Radscha Charles Johnson Brooke (1868–1917)

- Siam (heute: Thailand)
  - Herrscher: König Vajiravudh (1910–1925)

### Vorderasien
- Arabien (Dynastie der Saud)
  - Imam Abdul Rahman ibn Abdallah (1902–1928)

- Jemen
  - Staatsoberhaupt: Iman Yahya Muhammad Hamid ad-Din (1911–1948)

- Maskat und Oman
  - Staatsoberhaupt: Sultan Faisal ibn Turki (1888–1913)
  - Staatsoberhaupt: Sultan Taimur ibn Faisal (1913–1932)

- Persien (heute: Iran)
  - Staatsoberhaupt: Schah Ahmad Schah Kadschar (1909–1925)
  - Regierungschef:
    - Ministerpräsident Saad al Dowleh (1912–11. Januar 1913)
    - Ministerpräsident Mohammad Ali Khan Ala al-Saltaneh (11. Januar 1913–1914)

- Shihr und Mukalla (Britisches Protektorat)
  - Sultan: Ghalib I. bin Awadh al-Quʿaiti (1909–1922)

### Zentralasien
- Afghanistan
  - Herrscher: Emir Habibullah Khan (1901–1919)

- Mongolei (umstritten)
  - Staatsoberhaupt: Bogd Khan (1911–1924)
  - Regierungschef: Ministerpräsident Sain Nojon Khan Shirindambyn Namnansüren (1912–1919)

- Tibet (umstritten)
  - Herrscher: Dalai Lama Thubten Gyatsho (1913–1933)

## Australien und Ozeanien
- Australien
  - Staatsoberhaupt: König Georg V. (1910–1936)
  - Generalgouverneur: Baron Thomas Denman (1911–1914)
  - Regierungschef:
    - Premierminister Andrew Fisher (1910–24. Juni 1913)
    - Premierminister Joseph Cook (24. Juni 1913–1914)

- Neuseeland
  - Staatsoberhaupt: König Georg V. (1910–1936)
  - Gouverneur: Earl Arthur Foljambe (1912–1917)
  - Regierungschef: Premierminister William Massey (1912–1925)

## Europa
- Albanien
  - Staats- und Regierungschef: Vorsitzender der provisorischen Regierung Ismail Qemali (1912–1914)

- Andorra
  - Co-Fürsten:
    - Staatspräsident von Frankreich:
      - Armand Fallières (1906–18.üüpü Februar 1913)
      - Raymond Poincaré (18. Februar 1913–1920)

    - Bischof von Urgell: Juan Benlloch y Vivó (1907–1919)

- Belgien
  - Staatsoberhaupt: König Albert I. (1909–1934)
  - Regierungschef: Ministerpräsident Charles Baron de Broqueville (1911–1918, 1932–1934) (1914–1918 im Exil)

- Bulgarien
  - Staatsoberhaupt: Zar Ferdinand I. (1887–1918) (bis 1908 Fürst)
  - Regierungschef:
    - Ministerpräsident Iwan Geschow (1911–14. Juni 1913)
    - Ministerpräsident Stojan Danew (1902–1903, 14. Juni 1913–17. Juli 1913)
    - Ministerpräsident Wassil Radoslawow (1886–1887, 17. Juli 1913–1918)

- Dänemark
  - Staatsoberhaupt: König Christian X. (1912–1947) (1918–1944 König von Island)
  - Regierungschef:
    - Ministerpräsident Klaus Berntsen (1910–21. Juni 1913)
    - Ministerpräsident Carl Theodor Zahle (1909–1910, 21. Juni 1913–1920)

- Deutsches Reich
  - Kaiser: Wilhelm II. (1888–1918)
    - Reichskanzler: Theobald von Bethmann Hollweg (1909–1917)

  - Anhalt
    - Herzog: Friedrich II. (1904–1918)
      - Staatsminister: Ernst von Laue (1910–1918)

  - Baden
    - Großherzog: Friedrich II. (1907–1918)
      - Staatsminister: Alexander von Dusch (1905–1917)

  - Bayern
    - König: Otto I. (1886–1913)
      - Regent: Prinzregent Ludwig (1912–1913) (ab 1913 König)

    - König: Ludwig III. (1913–1918)
      - Vorsitzender im Ministerrat: Georg Freiherr von Hertling (1912–1917)

  - Braunschweig
    - Regent: Johann Albrecht Herzog zu Mecklenburg (1907–1913)
    - Herzog: Ernst August (1913–1918)

  - Bremen
    - Bürgermeister: Carl Georg Barkhausen (1904) (1906) (1911) (1913) (1916)

  - Reichsland Elsaß-Lothringen
    - Kaiserlicher Statthalter: Karl Fürst von Wedel (1907–1914)
      - Staatssekretär des Ministeriums für Elsaß-Lothringen: Hugo Freiherr Zorn von Bulach (1908–1914)

  - Hamburg
    - Erster Bürgermeister: Carl August Schröder (1912–1913) (1916)

  - Hessen-Darmstadt
    - Großherzog: Ernst Ludwig (1892–1918)
      - Präsident des Gesamtministeriums: Carl von Ewald (1906–1918)

  - Lippe
    - Fürst: Leopold IV. (1905–1918)

  - Lübeck
    - Bürgermeister: Johann Georg Eschenburg (1905–1906, 1909–1910, 1913–1914)

  - Mecklenburg-Schwerin
    - Großherzog: Friedrich Franz IV. (1897–1918)
      - Staatsminister: Carl Graf von Bassewitz-Levetzow (1901–1914)

  - Mecklenburg-Strelitz
    - Großherzog: Adolf Friedrich V. (1904–1914)
      - Staatsminister: Heinrich Bossart (1908–1918)

  - Oldenburg
    - Großherzog: August II. (1900–1918)
      - Staatsminister: Friedrich Julius Heinrich Ruhstrat (1908–1916)

  - Preußen
    - König: Wilhelm II. (1888–1918)
      - Ministerpräsident: Theobald von Bethmann Hollweg (1909–1917)

  - Reuß ältere Linie
    - Fürst: Heinrich XXIV. (1902–1918)
      - Regent: Heinrich XXVII. (1908–1918)

  - Reuß jüngere Linie
    - Fürst: Heinrich XIV. (1867–1913)
      - Regent: Heinrich XXVII. (1908–1913)

    - Fürst: Heinrich XXVII. (1913–1918)

  - Sachsen
    - König: Friedrich August III. (1904–1918)
      - Vorsitzender des Gesamtministeriums: Max Clemens Lothar Freiherr von Hausen (1912–1914)

  - Sachsen-Altenburg
    - Herzog: Ernst II. (1908–1918)

  - Sachsen-Coburg und Gotha
    - Herzog: Carl Eduard (1900–1918)
    - Staatsminister: Ernst von Richter (1905–1914)

  - Sachsen-Meiningen
    - Herzog: Georg II. (1866–1914)

  - Sachsen-Weimar-Eisenach
    - Großherzog: Wilhelm Ernst (1901–1918)

  - Schaumburg-Lippe
    - Fürst: Adolf II. (1911–1918)
    - Regierungschef: Staatsminister Friedrich von Feilitzsch (1898–1918)

  - Schwarzburg-Rudolstadt
    - Fürst: Günther Victor (1890–1918)

  - Schwarzburg-Sondershausen (ab 1909 in Personalunion mit Schwarzburg-Rudolstadt)
    - Fürst: Günther Victor (1909–1918)

  - Waldeck und Pyrmont (seit 1968 durch Preußen verwaltet)
    - Fürst: Friedrich (1893–1918)
    - Preußischer Landesdirektor: Ernst Reinhold Gerhard von Glasenapp (1908–1914)

  - Württemberg
    - König: Wilhelm II. (1891–1918)
      - Präsident des Staatsministeriums: Karl von Weizsäcker (1906–1918)

- Finnland (1809–1917 autonomes Großfürstentum des Russischen Kaiserreichs)
  - Staatsoberhaupt: Großfürst Nikolaus II. (1894–1917)
    - Generalgouverneur: Franz Albert Seyn (1909–1917)

- Frankreich
  - Staatsoberhaupt:
    - Präsident Armand Fallières (1906–18. Februar 1913)
    - Präsident Raymond Poincaré (18. Februar 1913–1920) (1912–1913, 1922–1924, 1926–1929 Präsident des Ministerrats)

  - Regierungschef:
    - Präsident des Ministerrats Raymond Poincaré (1912–21. Januar 1913, 1922–1924, 1926–1929) (1913–1920 Präsident)
    - Präsident des Ministerrats Aristide Briand (1911, 21. Januar 1913–22. März 1913, 1915–1917, 1921–1922, 1925–1926, 1929)
    - Präsident des Ministerrats Louis Barthou (22. März 1913–9. Dezember 1913)
    - Präsident des Ministerrats Gaston Doumergue (9. Dezember 1913–1914, 1934)

- Griechenland
  - Staatsoberhaupt:
    - König Georg I. (1863–18. März 1913)
    - König Konstantin I. (18. März 1913–1917, 1920–1922)

  - Regierungschef: Ministerpräsident Eleftherios Venizelos (1910–1915, 1915, 1917–1920, 1924, 1928–1932, 1932, 1933)

- Italien
  - Staatsoberhaupt:König Viktor Emanuel III. (1900–1946)
  - Regierungschef: Ministerpräsident Giovanni Giolitti (1892–2893, 1903–1905, 1906–1909, 1911–1914, 1920–1921)

- Liechtenstein
  - Staats- und Regierungschef: Fürst Johann II. (1858–1929)

- Luxemburg
  - Staatsoberhaupt: Großherzogin Maria-Adelheid (1912–1919)
  - Regierungschef: Premierminister Paul Eyschen (1888–1915)

- Monaco
  - Staatsoberhaupt: Fürst Albert I. (1889–1922)
  - Regierungschef: Staatsminister: Émile Flach (1911–1917)

- Montenegro
  - Staatsoberhaupt: König Nikola I. Petrović-Njegoš (1860–1918) (bis 1910 Fürst)
  - Regierungschef:
    - Ministerpräsident Mitar Martinović (1912–8. Mai 1913)
    - Ministerpräsident Janko Vukotić (8. Mai 1913–1915)

- Neutral-Moresnet (1830–1915 unter gemeinsamer Verwaltung von Belgien und Preußen)
  - Staatsoberhaupt: König von Belgien Albert I. (1909–1915, 1918–1920)
    - Kommissar: Fernand Bleyfuesz (1889–1915, 1918–1920)

  - Staatsoberhaupt: König von Preußen Wilhelm II. (1888–1918)
    - Kommissar: Walter The Losen (1909–1918)

  - Bürgermeister: Hubert Schmetz (1885–1915)

- Niederlande
  - Staatsoberhaupt: Königin Wilhelmina (1890–1948)
  - Regierungschef:
    - Ministerpräsident Theo Heemskerk (1908–29. August 1913)
    - Ministerpräsident Pieter Cort van der Linden (29. August 1913–1918)

- Norwegen
  - Staatsoberhaupt: König Haakon VII. (1905–1957)
  - Regierungschef:
    - Ministerpräsident Jens Bratlie (1912–31. Januar 1913)
    - Ministerpräsident Gunnar Knudsen (1908–1910, 31. Januar 1913–1920)

- Osmanisches Reich
  - Staatsoberhaupt: Sultan Mehmed V. (1909–1918)
  - Regierungschef:
    - Großwesir Kıbrıslı Kâmil Pascha (1885–1891, 1895, 1908–1909, 1912–23. Januar 1913)
    - Großwesir Mahmud Şevket Pascha (23. Januar 1913–11. Juni 1913)
    - Großwesir Said Halim Pascha (11. Juli 1913–1917)

- Österreich-Ungarn
  - Staatsoberhaupt: Kaiser Franz Joseph I. (1848–1916)
  - Regierungschef von Cisleithanien: Ministerpräsident Karl Stürgkh (1911–1916)
  - Regierungschef von Transleithanien:
    - Ministerpräsident László Lukács (1912–10. Juni 1913)
    - Ministerpräsident István Tisza Graf von Borosjenő und Szeged (1903–1905, 10. Juni 1913–1917)

- Portugal
  - Staatsoberhaupt: Präsident Manuel José de Arriaga (1911–1915)
  - Regierungschef:
    - Ministerpräsident Duarte Leite Pereira da Silva (1912–9. Januar 1913)
    - Ministerpräsident Afonso Costa (9. Januar 1913–1914, 1915–1916, 1917)

- Rumänien
  - Staatsoberhaupt: König Karl I. (1866–1914) (bis 1881 Fürst)
  - Regierungschef: Ministerpräsident Titu Maiorescu (1912–1914)

- Russland
  - Staatsoberhaupt: Zar Nikolaus II. (1894–1917)
  - Regierungschef: Ministerpräsident Wladimir Kokowzow (1911–1914)

- San Marino
  - Capitani Reggenti:
    - Menetto Bonelli (1889, 1893, 1896–1897, 1904, 1908, 1912–1. April 1913) und Vincenzo Marcucci (1912–1. April 1913, 1917)
    - Giuseppe Angeli (1907–1908, 1. April 1913–1. Oktober 1913) und Ignazio Grazia (1. April 1913–1. Oktober 1913)
    - Ciro Belluzzi (1907, 1. Oktober 1913–1914) und Domenico Suzzi Valli (1909, 1. Oktober 1913–1914, 1928, 1931–1932)

  - Regierungschef: Liste der Außenminister San Marinos Menetto Bonelli (1910–1918)

- Schweden
  - Staatsoberhaupt: König Gustav V. (Schweden) (1907–1950)
  - Regierungschef: Ministerpräsident Karl Staaff (1905–1906, 1911–1914)

- Schweiz[1]
  - Bundespräsident: Eduard Müller (1899, 1907, 1913)
  - Bundesrat:
    - Eduard Müller (1895–1919)
    - Ludwig Forrer (1903–1917)
    - Arthur Hoffmann (1911–1917)
    - Giuseppe Motta (1911–1940)
    - Louis Perrier (1912–16. Mai 1913)
    - Camille Decoppet (1912–1919)
    - Edmund Schulthess (1912–1935)
    - Felix Calonder (12. Juni 1913–1920)

- Serbien
  - König Peter I. Karadjordjevic (1903–1918)
  - Regierungschef: Ministerpräsident Nikola Pašić (1891–1892, 1904–1905, 1906–1908, 1909–1911, 1912–1918) (1918, 1921–1924, 1924–1926 Ministerpräsident des Königreichs der Kroaten, Serben und Slowenen)

- Spanien
  - Staatsoberhaupt: König Alfons XIII. (1886–1941)
  - Regierungschef:
    - Ministerpräsident Álvaro Figueroa Torres (1912–27. Oktober 1913, 1915–1917, 1918–1919)
    - Ministerpräsident Eduardo Dato (27. Oktober 1913–1915, 9117, 1920–1921)

- Vereinigtes Königreich:
  - Staatsoberhaupt: König Georg V. (1910–1936)
  - Regierungschef: Premierminister Herbert Henry Asquith (1908–1916)